# Zona da Cultura da Vinha da Ilha do Pico (Zona Norte)

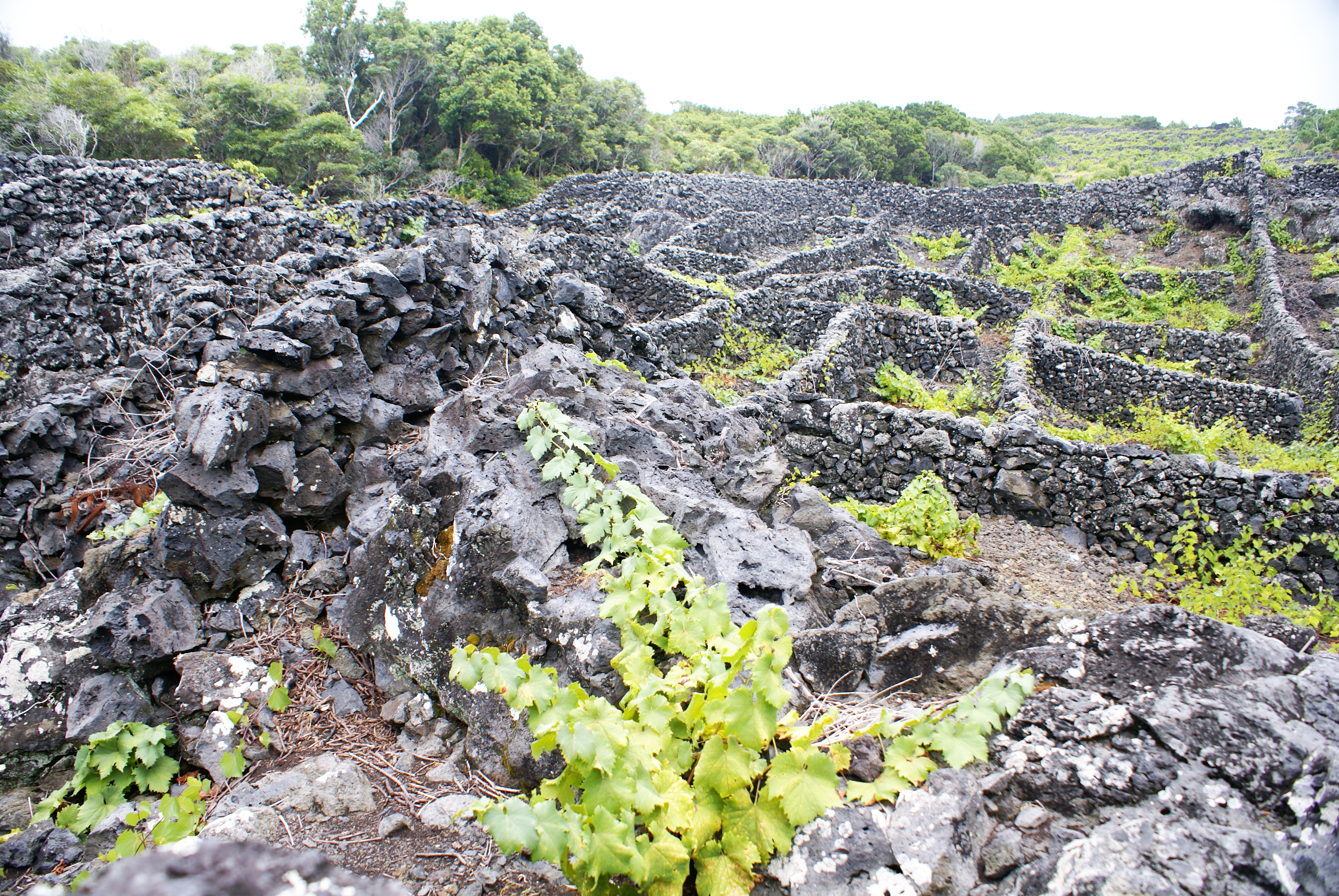
Paisagem Protegida de Interesse Regional da Cultura da Vinha da ilha do Pico, campos de vinha.

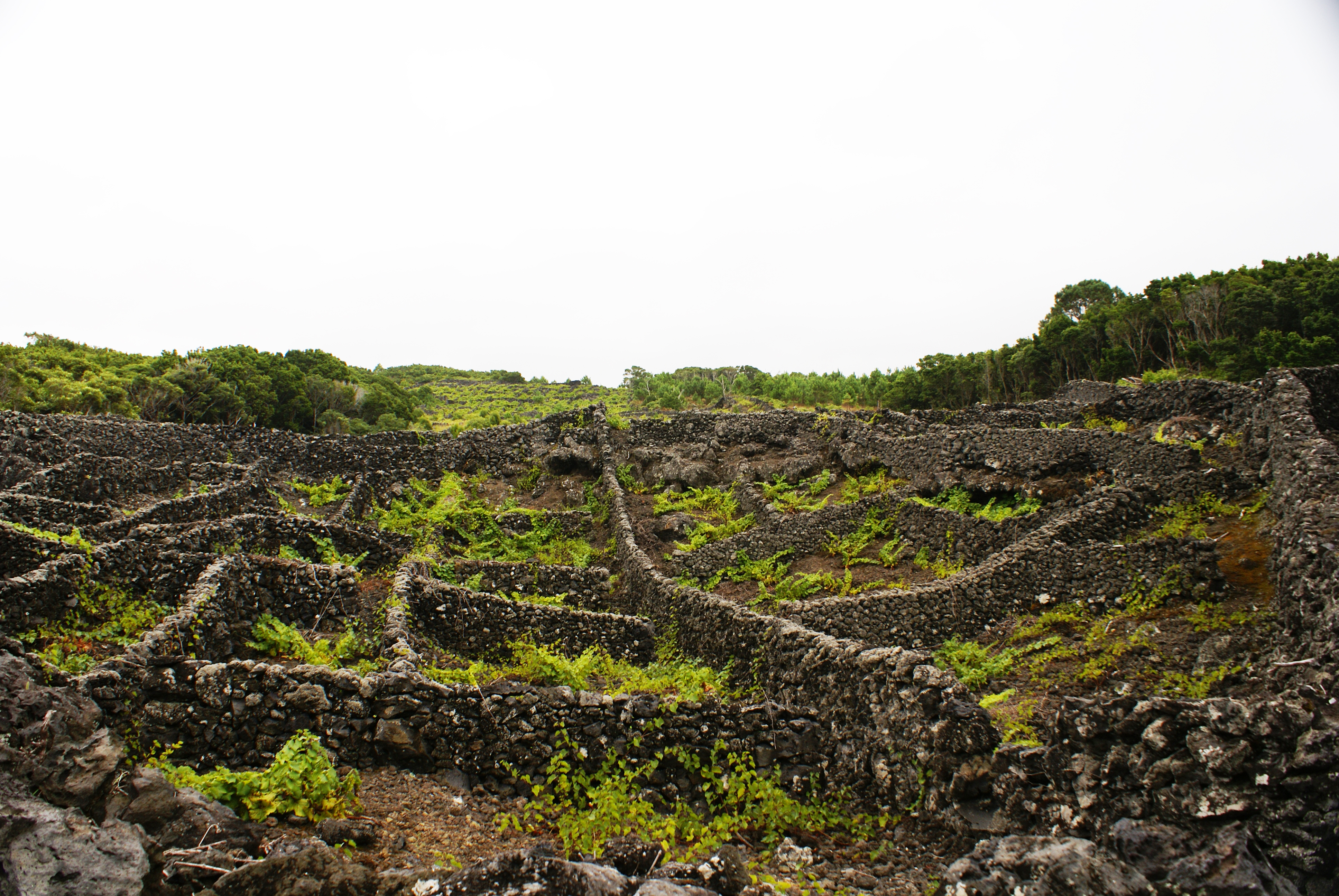
Paisagem Protegida de Interesse Regional da Cultura da Vinha da ilha do Pico.

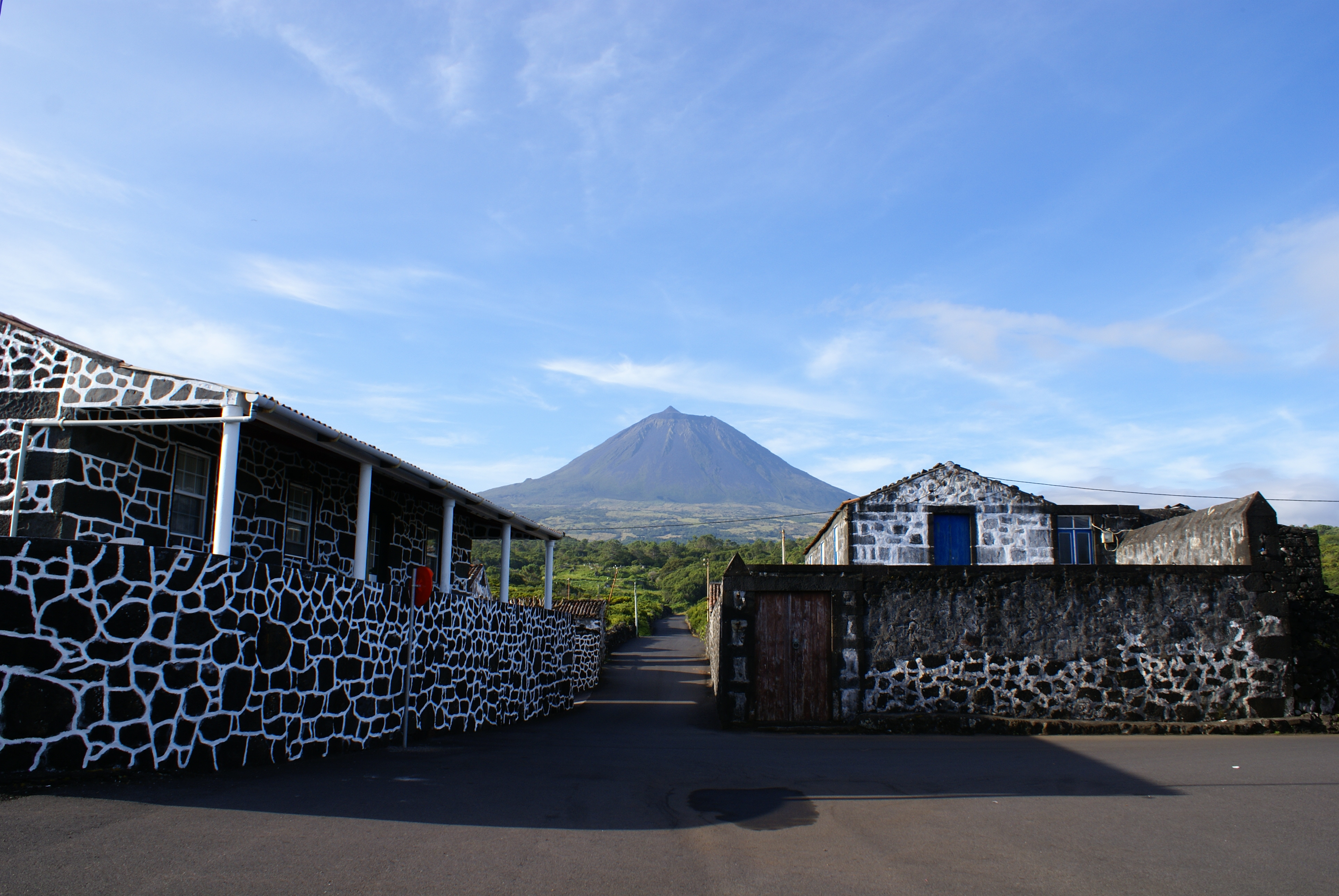
Paisagem Protegida de Interesse Regional da Cultura da Vinha da ilha do Pico, Adegas.

A Zona da Cultura da Vinha da Ilha do Pico (Zona Norte) cuja existência se deve à Paisagem da Cultura da Vinha da Ilha do Pico, localiza-se da freguesia de Santa Luzia, Concelho de São Roque do Pico, ilha do Pico, arquipélago dos Açores.
Esta importante zona de cultura tradicional da vinha da ilha do Pico dá forma a um local de paisagem protegida por legislação emanada do Governo Regional dos Açores constitui-se numa vasta área de paisagística situada ao longo de várias núcleos populacionais, como é o caso das povoações do Lajido, dos Arcos, do Cabrito e de Santana.
A cobertura do solo é profundamente marcada pela pedra basáltica queimada de cor preta trabalhada numa extensa malha de muros de pedra em forma de currais destinados a dar protecção às vinhas.
Estes currais adquirem várias formas pela sua adequação ao substrato rochoso, sendo no entanto na sua grande maioria uma forma rectangular ou quadrangular, com aqui ali alguma forma semicirculares, onde predominantemente se procede à cultura da figueira.
Todo este espaço é atravessado por caminhos geralmente cobertos de bagacinas vermelhas ou então na mesma pedra dos muros, onde surgem pequenos núcleos de edifícios construídos junto à orla marítima. Estas construções, geralmente pequenas, tem a sua origem na necessidade de produção, armazenamento e escoamento do vinho e da aguardente.
Dentro dessas construções encontram-se adegas, casa de alambiques, habitações sazonais, casas solarengas, poços de maré, portos, rampas de varadouro e ermidas de diferentes evocações, conforme a orientação religiosa das populações residentes.
Nestes locais e durante muitos séculos produziu-se um dos mais famosos vinhos Verdelhos dos Açores, vinho esse que foi exportado para a Europa continental, chegando a encontrar-se à mesa dos czares da Rússia.
Este vinho tenha o segredo da sua qualidade nas lavas negras, onde a pedra de cor preta e praticamente ausentes de terra eram fortemente aquecidas pelo cor do Sol, dando assim origem a este vinho licoroso elevando-lhe o teor alcoólico.